# Artsaque
```
   |- style="font-size: 85%;"
       |
Erro:
:  
valor não especificado para "
nome_comum
"

   |- style="font-size: 85%;"
       | 
Erro:
:  
valor não especificado para "
continente
"
```

Artsaque (em armênio: Արցախի Հանրապետություն; romaniz.: Arts'akhi Hanrapetut'yun), oficialmente República de Artsaque, comumente conhecido pelo seu antigo nome de República do Alto Carabaque (em armênio/arménio: Լեռնային Ղարաբաղ; romaniz.: Nagorno-Karabakh) ou República do Carabaque Montanhoso (em azeri: Dağlıq Qarabağ) ou Carabaque Montanhoso entre 1991 e 2017, foi um estado separatista localizado na região do Alto Carabaque cujo território é internacionalmente reconhecido como parte do Azerbaijão. Sua população é predominantemente de etnia armênia e o idioma principal falado é o armênio. Entre 1991 e 2023, o Artsaque controlou partes do antigo Oblast Autónomo do Alto Carabaque (OAAC), incluindo a capital Estepanaquerte, sendo uma república de facto independente, ainda que nenhum estado-membro das Nações Unidas formalmente a tenha reconhecido como tal. Tendo sido uma enclave dentro do Azerbaijão, sua única rota terrestre de acesso à Armênia é via corredor de Lachin, que tem 5 km de largura.
Por séculos, os muçulmanos azerbaijanos e cristãos armênios, ambos dos quais consideram a região de Alto Carabaque como lar, têm entrado em conflito sobre seu controle. O conflito remonta ao fim do Império Russo, foi mantido sob controle relativo durante o período soviético, até que escalou à medida que a União Soviética estava à beira do colapso. Como resultado, houve a eclosão de uma primeira guerra em larga escala em 1992 depois que Azerbaijão e Armênia conquistaram independência, e o antigo OAAC – que havia estado sob controle da RSS do Azerbaijão durante a maior parte do período soviético – também se declarou uma república independente. As forças armênias ganharam o controle do Alto Carabaque e estenderam sua ocupação a territórios azerbaijanos significativos além da região em disputa, ocupando 20 por cento da área geográfica do Azerbaijão e criando uma zona-tampão ao redor de Lachin que conectava Carabaque à Armênia.
Embora um acordo provisório de cessar-fogo assinado em 1994 reconhecesse o Alto Carabaque como pertencente ao Azerbaijão, as partes em litígio não conseguiram concordar com um tratado de paz, e a situação congelada garantia ao território predominantemente armênio uma república independência de facto com um governo autoproclamado em Estepanaquerte, mas fortemente dependente e integrada ao estado armênio e, em muitos aspectos, funcionando como uma parte de facto da própria Armênia. Embora Erevã nunca tenha reconhecido oficialmente a independência da região, a Armênia se tornou a principal apoiadora financeira e militar desse território separatista. Em 2017, um referendo na República do Alto Carabaque aprovou uma nova constituição que transformou o sistema de governo de um modelo semipresidencial para uma democracia totalmente presidencial com um legislativo unicameral e mudou o nome do estado separatista de República do Alto Carabaque para República de Artsaque, embora ambos os nomes tenham permanecido oficiais.
De 1994 até 2020, as tropas armênias e azerbaijanas permaneceram separadas por uma linha de contato, com incidentes esporádicos de baixa intensidade, mas que indicavam o risco presente de a guerra recomeçar. Em 2020, uma segunda guerra eclodiu na região e, desta vez, o Azerbaijão obteve uma vitória fácil, recuperando grande parte do território que havia perdido décadas antes. Sob o armistício colocou fim a esse conflito, a Armênia concordou em retirar suas tropas de todo o território que havia ocupado fora do antigo NKAO da era soviética. Três anos depois, o Azerbaijão lançou uma nova ofensiva militar e assumiu de vez o controle dos últimos territórios ainda sob governo separatista de Artsaque. Como efeito, a administração da autoproclamada República de Artsaque concordou em se desarmar e entrar em negociações com o Bacu, provocando um êxodo de armênios étnicos da área. Um decreto oficial posterior emitido por Artsaque determinou a dissolução de todas as suas instituições estatais até 1 de janeiro de 2024, encerrando sua existência. Embora o presidente mais tarde tenha anulado este decreto, em 1 de outubro de 2023, quase toda a população da região tinha fugido para a Armênia.

## História

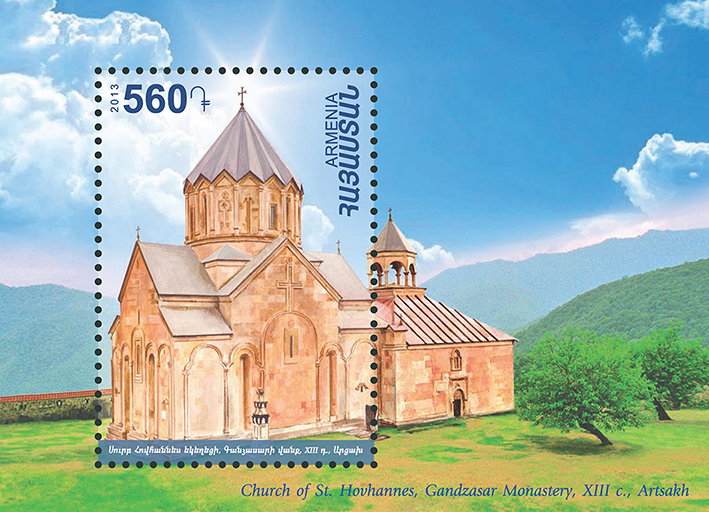
Igreja de São Hovhannes em Artsakh num selo armênio de 2013

A região do Alto Carabaque é parte da área geográfica chamada Carabaque. O nome desta parte do país é composto por duas palavras em azeri: "qara" (preto) e "bakh" (jardim).
Alto Carabaque é um enclave de população armênia cristã encravado no Azerbaijão (país majoritariamente islâmico) onde, entre 1987 e 1988 deflagrou um conflito extremamente sangrento. Este conflito foi ainda mais atiçado devido ao progrom massivo anti-arménio organizado pela cidade de Sumgait no Azerbaijão, no final de fevereiro de 1988 - a primeira explosão de violência étnica nesta antiga república soviética. Em novembro de 1991, esperando debelar aquelas contestações armênias e à medida que a União Soviética entrava em colapso, o parlamento daquele país aboliu o estatuto de autonomia da região. Como resposta, os armênios do Alto Carabaque realizaram um referendo em 10 de dezembro de 1991, no qual a esmagadora maioria da população votou pela independência. A comunidade azeri local boicotou o referendo.
Esses acontecimentos conduziram a ações violentas contra armênios que viviam em Bacu e por todo o Azerbaijão e de azerbaijanos residentes na Armênia. Como resultado, uma vasta maioria de azerbaijanos da Armênia e armênios no Azerbaijão (excepto Alto Carabaque) viram-se obrigados a fugir para os países de origem. Uma guerra entre a Armênia e o Azerbaijão seguiu-se aos eventos de violência civil. As ações militares foram fortemente influenciadas pela inspiração militar russa. As vitórias das ofensivas armênias nos anos seguintes proporcionaram-lhe o controle de grande parte do território, até que em 12 de maio de 1994 foi negociado um acordo de cessar-fogo que permanece em vigor ainda hoje.
Após o cessar-fogo de 1994, a maior parte do Alto Carabaque e diversas regiões do Azerbaijão ao seu redor permanecem sob o controle conjunto de tropas armênias e das forças armadas de Artsaque.
Enquanto o território foi de facto um estado independente autoproclamado, ele esteve fortemente dependente da República da Armênia e adotou a sua moeda, o dram. As políticas armênias e de Artsaque estavam tão intimamente ligadas que um antigo primeiro-ministro de Artsaque, Robert Kocharian, tornou-se primeiro-ministro (1997) e depois presidente armênio (de 1998 a 2008). No entanto, sucessivos governos armênios resistiram à pressão interna de unir Artsaque àquele país, temendo as represálias do Azerbaijão e da comunidade internacional, que considera o território parte do Azerbaijão.
Em 20 de fevereiro de 2017, foi realizado outro referendo constitucional, que obteve 87,6% dos votos a favor — de uma participação de 76% da população total do território — para a implantação de uma nova constituição. Esta constituição, entre outras mudanças, aprovou um modelo de governo semi-presidencialista e mudou o nome oficial da "República do Alto Carabaque" para a "República de Artsaque". O novo nome implica numa reivindicação das áreas controladas ilegalmente de acordo com as resoluções da ONU (822, 853, 874, 884), além do antigo Oblast Autônomo do Alto Carabaque. O referendo é visto como uma resposta aos conflitos do Alto Carabaque em 2016.
Representantes dos governos da Armênia e do Azerbaijão mantiveram negociações de paz desde 1994, mediadas pelo Grupo de Minsk. Porém, o conflito eclodiu esporadicamente desde então, mais significativamente na Segunda Guerra do Alto Carabaque em 2020. O corredor de Lachin que liga Artsaque à Arménia foi bloqueado pelo Azerbaijão em dezembro de 2022. Na sequência de uma ofensiva do Azerbaijão em 19 de setembro de 2023, o governo da República de Artsaque concordou em desarmar e iniciar conversações com o governo do Azerbaijão sobre a integração da região no Azerbaijão. Finalmente, no dia 28 do mesmo mês, o presidente da autoproclamada República, Samvel Shahramanyan, anunciou que o governo autônomo foi dissolvido a partir do dia primeiro de janeiro de 2024.
Em 22 de dezembro de 2023, Shahramanyan disse que não havia nenhum documento oficial estipulando a dissolução das instituições governamentais, o que implica que a república pode continuar como um governo no exílio.

## Símbolos nacionais
A bandeira nacional do estado separatista em dissolução derivava da bandeira da Arménia com a adição de um padrão branco. Simboliza a população da região e a herança Arménia, e Alto Carabaque como um enclave da Arménia. O padrão assemelha-se também aos padrões dos tapetes arménios.
O brasão de armas consistia de uma águia coroada. No peito da águia estava um escudo com um panorama de uma cadeia montanhosa sobre uma bandeira de Artsaque disposta verticalmente. Sobre isto estão as duas cabeças de pedra; "Avó e Avô" (Տատիկ և Պապիկ, Tatik yev Papik) do monumento Nós Somos As Nossas Montanhas em Estepanaquerte, a capital de Artsaque. A águia segura nas patas vários produtos agrícolas como trigo e uvas. O desenho completa-se por uma fita circular com a inscrição "Lernayin Gharabaghi Artsakh Hanrapetoutioun" ("República Artsaque do Carabaque Montanhoso") em língua arménia oriental.

## Política

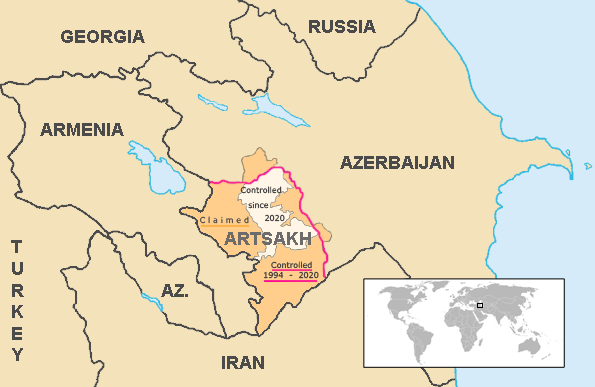
Território controlado por Artsaque.
Reivindicado por Artsaque, mas controlado pelo Azerbaijão.

Artsaque era uma democracia semi-presidencial, desde o referendo de 2017. O presidente era eleito para um mandato de cinco anos, podendo ser reeleito para um segundo mandato. O parlamento tinha o poder de descontinuar o mandato presidencial em um voto de desconfiança que tem que ser aprovado por um terço dos parlamentares e depois confirmado por maioria simples. Por outro lado, o presidente tinha o direito de dissolver o parlamento em períodos de risco à segurança nacional e guerra. A Assembleia Nacional de Artsaque era uma legislatura unicameral, possuindo 33 membros eleitos para um mandato de cinco anos.

### Política externa
A República de Artsaque não foi membro nem observador das Nações Unidas ou de qualquer uma de suas agências especializadas. No entanto, o estado separatista em dissolução fez parte da Comunidade para a Democracia e os Direitos das Nações, comumente conhecida como "Comunidade de Estados Não Reconhecidos", em conjunto com a Transnístria, Abecásia e Ossétia do Sul.
O Ministério das Relações Exteriores estava sediado em Estepanaquerte. Uma vez que nenhum membro ou observador da ONU atualmente reconhecia Artsaque, nenhuma de suas relações exteriores era de natureza diplomática oficial. No entanto, o estado separatista operava escritórios permanentes na Alemanha, Armênia, Austrália, Estados Unidos, França e Rússia, além de um escritório voltado aos países do Oriente Médio com base em Beirute, no Líbano. Os objetivos dos escritórios eram a apresentação das posições da República de Artsaque sobre vários assuntos, além do fornecimento de informações e tratativas sobre o processo de paz.

## Subdivisões

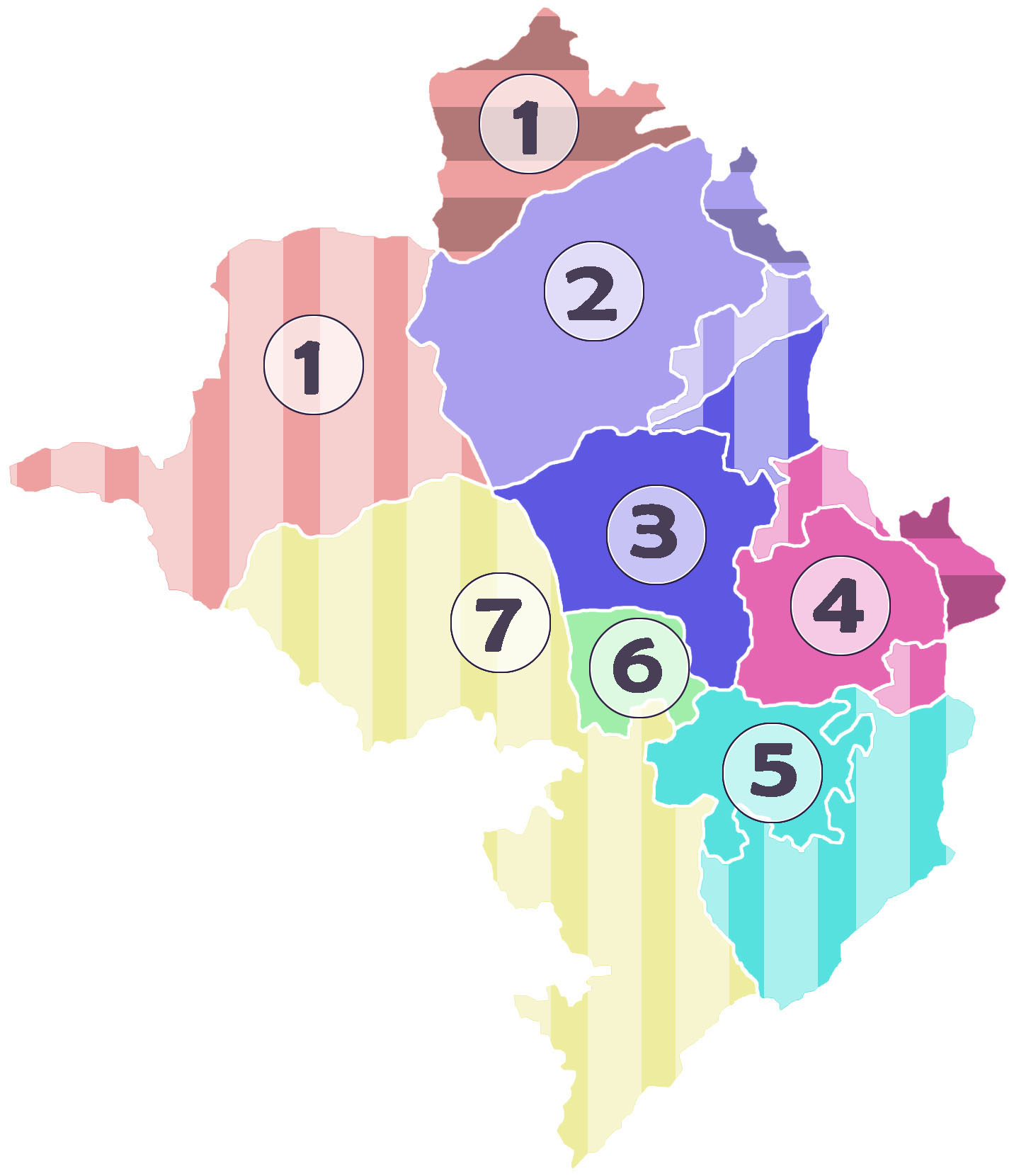
Mapa das subdivisões de Artsaque. 1: Shahumyan; 2: Mardakert; 3: Askeran; 4: Martuni; 5: Hadrut; 6: Shushi; 7: Kashatagh. (Estepanaquerte não mostrado)

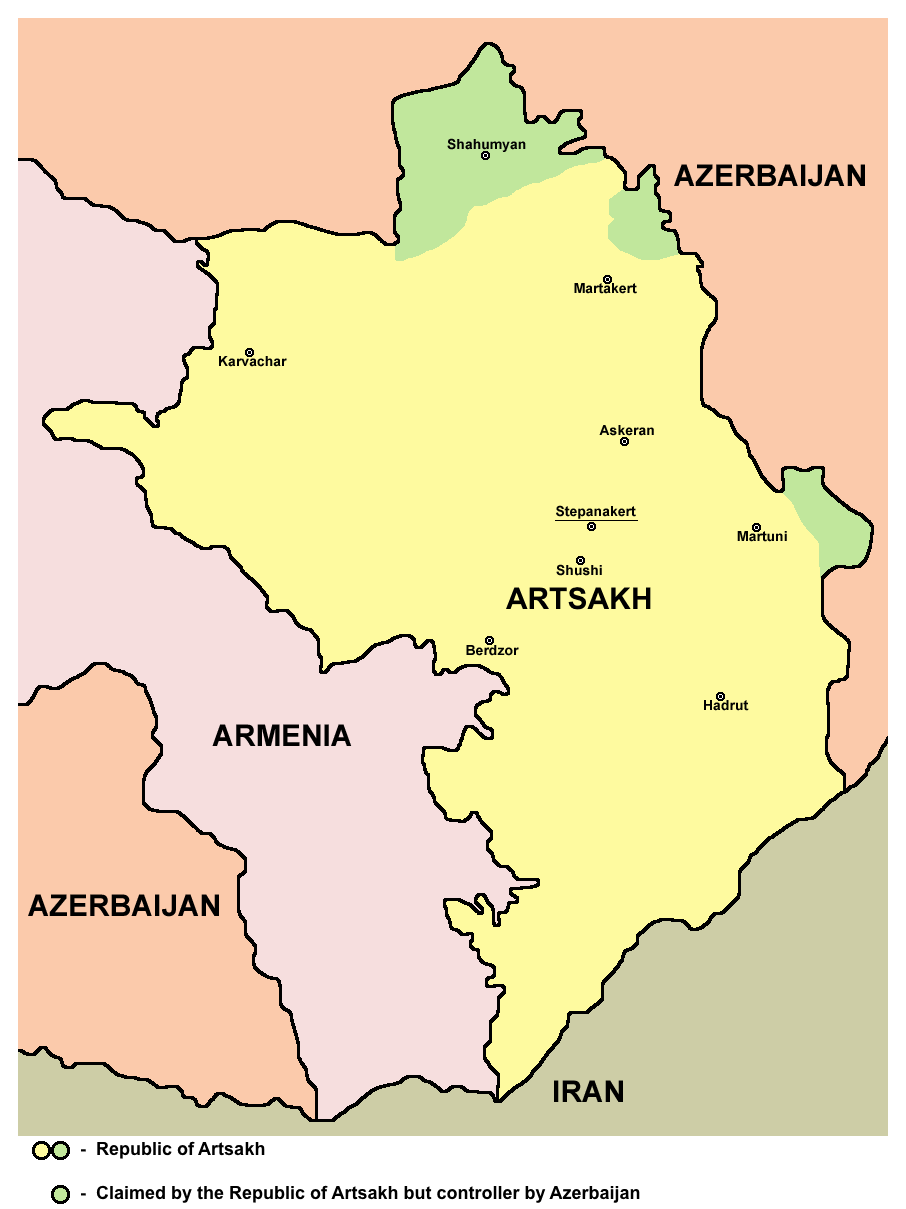
Principais cidades de Artsaque

## Geografia
- Superfície: 4 400 km²
- A capital é a cidade de Estepanaquerte.

O território que abarc o estado separatista em dissolução situa-se no maciço do Pequeno Cáucaso. O seu relevo culmina no monte Giamys. O rio Terter é o principal curso de água.
Demografia
- População: 145 000 hab. (est. 2002) A grande maioria da população é de etnia arménia (95%) e 5% de minorias étnicas.

## Economia
Nas encostas e nos vales cultivam-se árvores de fruto, tabaco e vinhas, além de cereais e algodão.
A sericultura e a criação de gado bovino, ovino e suíno estão muito difundidas.
O principal centro industrial até ao conflito em 1991 era a cidade de Estepanaquerte. As indústrias mais importantes eram as madeireiras e as alimentares.

## Infraestrutura

### Educação
A educação em Artsaque é obrigatória e gratuita até os 18 anos de idade. O sistema de ensino é herdado do antigo sistema da União Soviética.

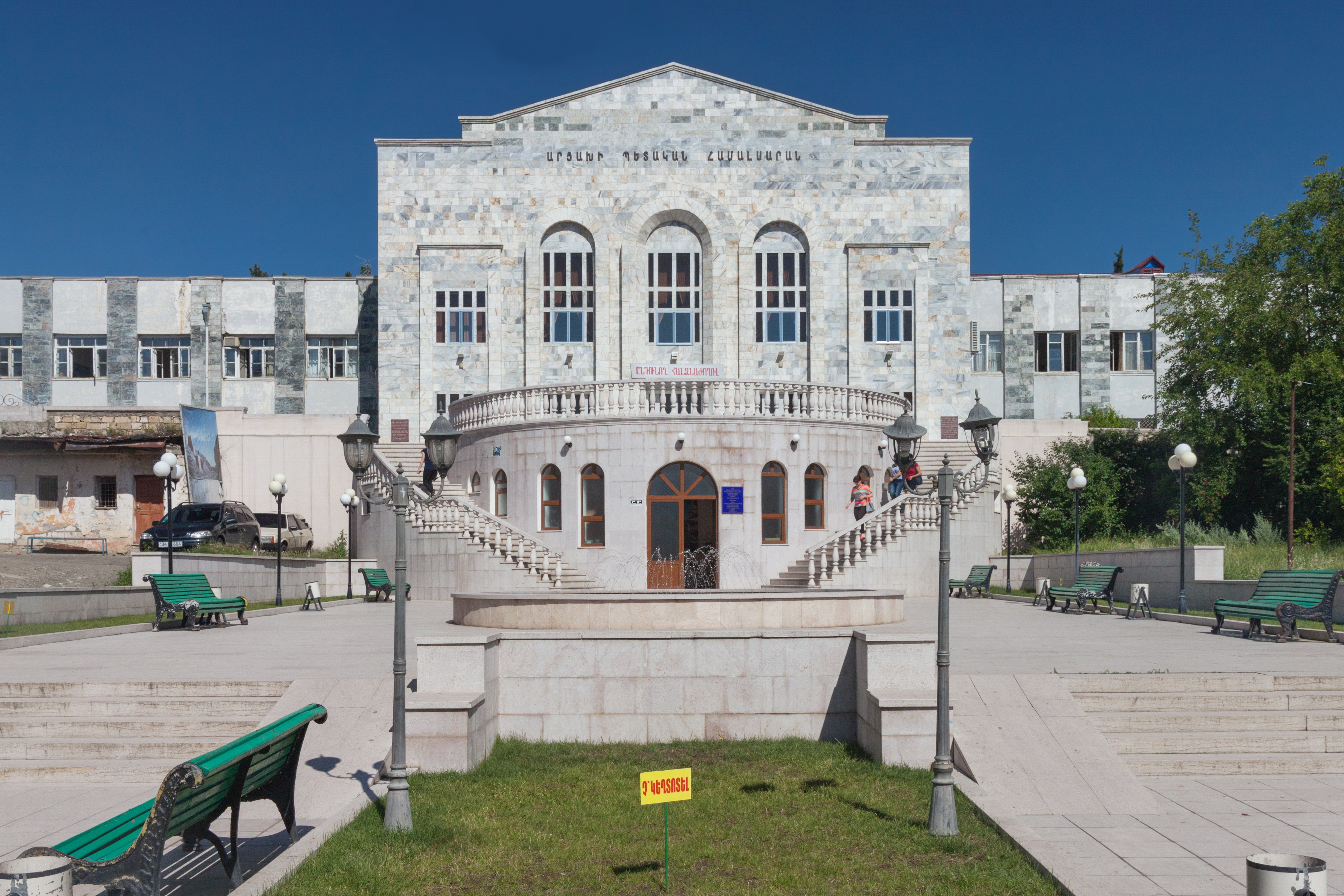
Universidade Estatal de Artsaque, em Estepanaquerte

O sistema escolar de Artsaque foi seriamente danificado por causa do conflito de 1991-1994. Contudo, o governo da República de Artsaque, com considerável ajuda da República da Armênia e com doações da diáspora armênia, reconstruiu muitas das escolas. Antes da guerra de 2020, Artsaque tinha cerca de 250 escolas em funcionamento, espalhadas nas mais de 200 regiões. A população estudantil foi estimada em mais de 20 000, com quase metade na capital, Estepanaquerte.
O ensino superior é oferecido principalmente pela Universidade Estatal de Artsaque, fundada em 1992 pelos esforços conjuntos dos governos de Artsaque e da Armênia. A instituição possui um campus principal em Estepanaquerte. A universidade é a principal do país, com nove campus, e emergiu do antigo Instituto Pedagógico de Estepanaquerte.